# Pantasina
Pantasina ist eine Fraktion (Ortsteil) der norditalienischen Gemeinde Vasia in der Region Ligurien. Politisch gehört Pantasina zur Provinz Imperia. Bis 1928 war der Ort selbständige Gemeinde.

## Geographie

### Lage
Pantasina liegt 16 km nordwestlich der Provinzhauptstadt Imperia am nördlichen Rand des oberen Prino-Tals 430 Meter über dem Meeresspiegel. Als Ortsteil der Gemeinde Vasia ist Pantasina Teil der von einem Hügelkranz umgebenen und zum Meer hin abfallenden Siedlungseinheit, zu der neben Vasia die Gemeinden Dolcedo und Prelà (mit jeweils zahlreichen Ortsteilen) zählen. Zu den nächstgelegenen Siedlungen gehört das wegen seiner bemalten Türen bekannt gewordene Valloria. 

### Wirtschaft
Die frühere Landwirtschaft, die zum Bau zahlreicher Terrassen an den Berghängen geführt hat, ist heute nicht mehr existent. Von den einst 600 Bewohnern von Panatasina sind nur wenig über 100 (mit hohem Durchschnittsalter) übriggeblieben. Einige betreiben noch den traditionellen Olivenanbau in den für Pantasina charakteristischen ausgedehnten Olivenhainen. Diese mühevolle Arbeit wurde von dem ligurischen Dichter Giovanni Boine (1887–1917) in die Formel gefasst: „E noi fummo fra gli ulivi come un popolo antico nella sua cattedrale“ (Und wir waren unter den Olivenbäumen wie ein altes Volk in seiner Kathedrale).
Eine wichtige Einkommensquelle ist der Tourismus. Ferienhäuser und -wohnungen werden an Touristen aus aller Welt vermietet. Manche der überwiegend alten Häuser wurden in den letzten Jahrzehnten gekauft und wieder aufgebaut. Unter den Besitzern ist ein hoher Anteil Deutscher.

## Bauwerke
Die der Verklärung Christi (Trasfigurazione di Gesù) geweihte Pfarrkirche stammt aus dem 16. Jahrhundert. Pfarrer ist derzeit (2019) der Kapuzinerpater Andrea Perzilo (* 1970), ein früherer Afrikamissionar. Der Pfarrkirche gegenüber steht die Katharinenkapelle, wenig entfernt (in der Straße Giuseppe Mela) die Josefskapelle (San Giuseppe), an deren Restaurierung dank privater Initiative gearbeitet wird. Drei weitere Kapellen sind über das Ortsgebiet verstreut. In ca. 1 km Entfernung zur Pfarrkirche steht die neuromanische Wallfahrtskirche Madonna della Guardia von 1934, von deren Vorplatz das ganze Tal bis Imperia Porto Maurizio überschaut werden kann. Die Kirche wird auch gerne 4G-Kirche genannt, weil sie der einzige Ort in Pantasina ist, an welchem man ein gutes Mobilfunknetz empfangen kann.

## Verkehr
Pantasina ist mit der Buslinie 25 von Imperia Oneglia über Vasia und Pianavia zu erreichen.